# Charles-Nicolas d'Oultremont
Pour les autres membres de la famille, voir Famille d'Oultremont.
Charles-Nicolas-Alexandre d'Oultremont, né à Liège le 26 juin 1716 et mort le 22 octobre 1771  au château de  Warfusée, fut prince-évêque de Liège du 20 avril 1763 jusqu'à sa mort en 1771.

## Biographie

### Famille et études
Il est le fils de Jean-François-Paul-Émile d'Oultremont et de Marie-Isabelle de Bavière de Schagen, comtesse héritière de Warfusée.
Après des humanités au collège de Clermont à Paris, il fréquente ensuite l'université de Reims. Le 5 octobre 1735, il est nommé chanoine de la cathédrale de Liège.

### Prince-évêque de Liège

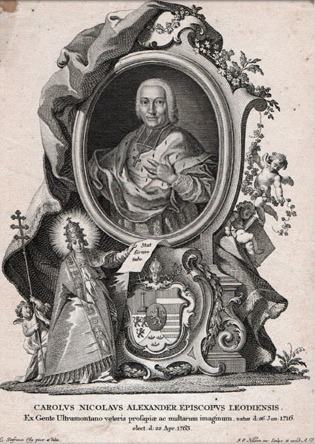

À la mort du prince-évêque de Liège Jean-Théodore de Bavière en janvier 1763, la succession semble se porter sur le prince Clément Wenceslas de Saxe, fils du roi de Pologne Auguste III, car il a le soutien de l'empereur romain germanique François Ier. Son jeune âge (24 ans) et le fait qu'il n'appartienne pas au chapitre de la cathédrale de Liège font qu'il est écarté. Il fait appel au pape Clément XIII qui lui accorde l'éligibilité. Il reçoit de plus le soutien du roi de France. Les chanoines de Liège lui restent cependant opposés, et lui préfèrent un homme du pays. 
Charles-Nicolas d'Oultremont est élu le 20 avril 1763 « prince-Évêque de Liège » avec 30 voix contre 19. Malgré les protestations de Clément de Saxe, l'élection est confirmée par le pape. Le nouveau prince-évêque entre en fonction le 8 avril 1764. Il est ensuite ordonné diacre le 22 avril 1764 et prêtre deux jours plus tard. Le 10 juin 1764 il est consacré évêque dans la cathédrale Saint-Lambert.

### Gouvernement de la principauté
Tout en étant attentif à protéger son autorité et défendre l'indépendance de son territoire contre les ambitions des Pays-Bas comme des abbayes de Saint-Trond et Munsterbilzen, son règne est davantage marqué par des réalisations d'ordre religieux et ecclésiastique. Il lutte activement contre le jansénisme et le fébronianisme, et empêche l'entrée en principauté de livres et pamphlets licencieux venant de France. Il fonde plusieurs établissements de charité publique et veille au niveau des études théologiques.
Politiquement il est souvent en conflit avec les Pays-Bas autrichiens qui ne lui pardonnent pas l'éviction de leur candidat. Économiquement il s'engage dans de grands travaux - en particulier le pavage des grands axes de circulation vers la France, les états allemands et les Pays-Bas autrichiens - qui facilitent le commerce, l'industrie et l'agriculture. Il tente de mettre fin aux privilèges exorbitants de l'ordre Teutonique en leur supprimant l'exemption d'impôts.
Son frère, le comte Jean d'Oultremont, chef de l'État noble de Liège, le seconda dans la gestion des affaires de la principauté.